# Nick Pope (cầu thủ bóng đá)

Nicholas David Pope (sinh ngày 19 tháng 4 năm 1992) là một cầu thủ bóng đá chuyên nghiệp người Anh, chơi ở vị trí thủ môn cho câu lạc bộ Newcastle United tại Ngoại hạng Anh và đội tuyển quốc gia Anh.
Pope bắt đầu sự nghiệp của mình ở đội trẻ Ipswich Town và sau khi ra đi ở tuổi 16, anh gia nhập Bury Town. Anh ký hợp đồng với câu lạc bộ Charlton Athletic tại League One  vào tháng 5 năm 2011 trước khi kí hợp đồng cho mượn với Harrow Borough, Welling United, Cambridge United, Alderhot Town, York City và Bury. Pope đã gia nhập câu lạc bộ Burnley tại Premier League vào tháng 7 năm 2016.

## Sự nghiệp câu lạc bộ

### Đội trẻ
Sinh ra ở Soham, Cambridgeshire, Pope đã theo học trường King ở Ely gần đó.Khởi đầu với công việc giữ vé mùa giải tại Ipswich Town F.C, anh bắt đầu sự nghiệp của mình tại đội trẻ Ipswich cho đến khi rời đi ở tuổi 16. Sau khi rời khỏi Ipswich, anh gia nhập câu lạc bộ Bury Town vào năm 2008  Anh đã thi đấu và thay thế Marcus Garnham tại vị trí thủ môn, Pope đã chứng minh rằng mình là một thủ môn đáng tin cậy khi anh mặc chiếc áo số một cho Bury Town trong các trận đấu của đội khi chỉ mới 16 tuổi. Người quản lý Richard Wilkins đã mô tả Pope là "cầu thủ sở hữu tài năng tự nhiên nhất để vượt qua các cấp bậc tại Học viện Thể thao West Suffolk và Bury Town" và nói "Tôi thành thật nghĩ rằng Nick Pope có thể đạt đến đỉnh cao."  Pope cũng là một thành viên của đội West Suffolk College và đã đại diện cho một đội tuyển Anh.  

### Charlton Athletic
Vào ngày 24 tháng 5 năm 2011, câu lạc bộ League One Charlton Athletic đã ký hợp đồng với Pope sau khi anh được những tuyển trạch viên phát hiện trong chiến thắng 2-1 trước Billericay Town. Sau đó anh được mời đến câu lạc bộ Charlton. Sau khi gây ấn tượng với nhân viên, anh đã ký hợp đồng hai năm, sau khi hai câu lạc bộ đồng ý những điều khoản chuyển nhượng, trong đó bao gồm Charlton phải mặc trang phục Suffolk trong trận giao hữu trước mùa giải 2012-13. Charlton cũng trả tiền cho Pope để lấy bằng về khoa học thể thao tại Đại học Roehampton cùng với các khóa học khác mà anh dự định học tại Đại học Nottingham trước khi được Charlton ký hợp đồng. Vào ngày 7 tháng 2 năm 2012, Pope đã ký hợp đồng hai năm mới với Charlton. Anh ấy đã ra mắt Charlton và thi đấu chuyên nghiệp vào ngày 4 tháng 5 năm 2013, trong trận đấu cuối cùng của mùa giải 2012-13, như một sự thay thế phút thứ 71 cho David Nust trong chiến thắng trên sân nhà 4 trận1 cho Charlton trước trận đấu đã xuống hạng của Bristol City tại Championship.
Pope đã ký hợp đồng ba năm mới với Charlton vào tháng 9 năm 2013 và nhận xét rằng "Đó là một câu lạc bộ lớn để có một tương lai lâu dài và an toàn, đối với tôi, với tư cách là một cầu thủ đang phát triển, thì đó là thứ tôi tìm kiếm".
Vào ngày 5 tháng 6 năm 2014, Pope đã ký hợp mới với thời hạn là bốn năm, đảm bảo tương lai của mình với Charlton cho đến tháng 6 năm 2018.

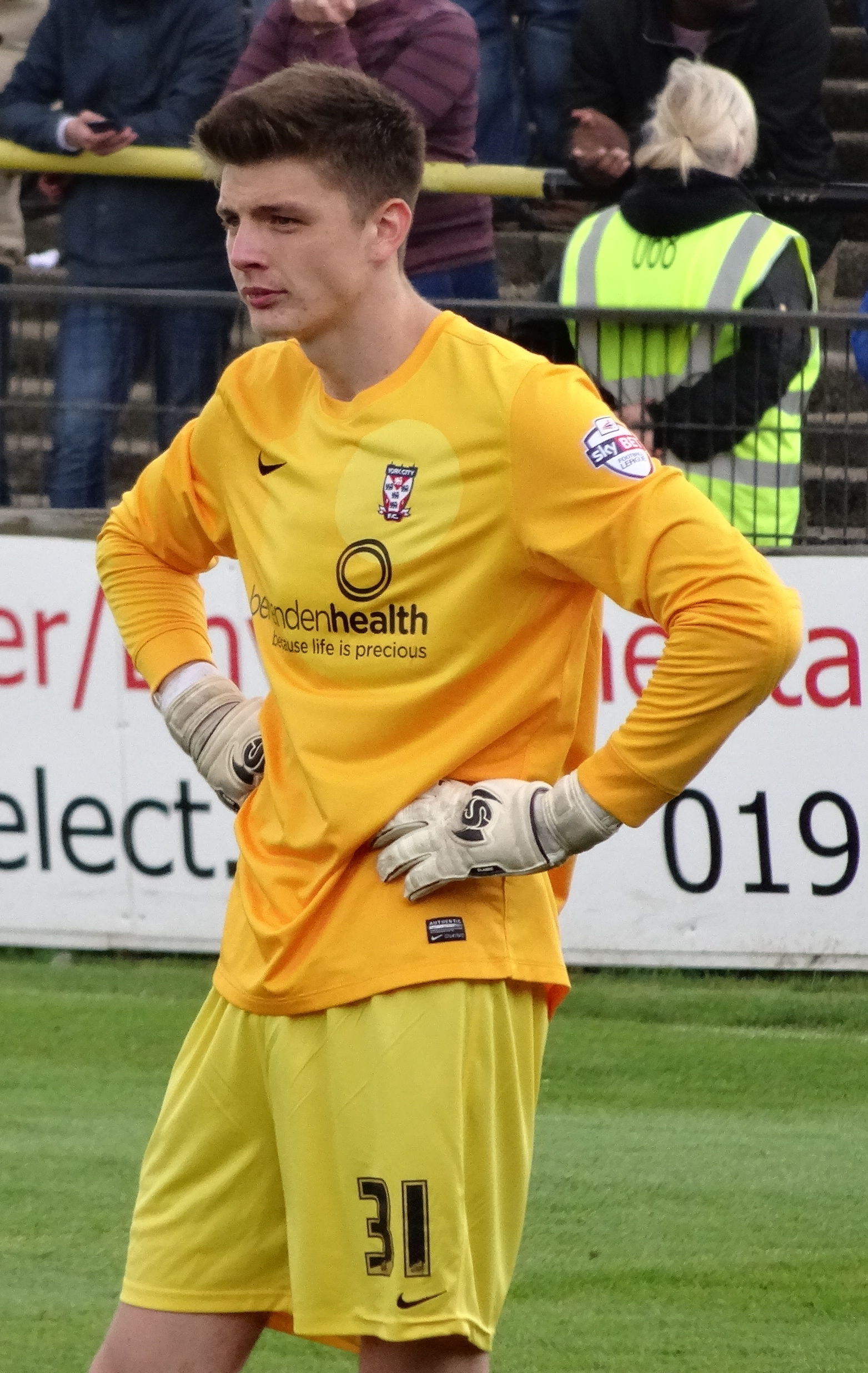
Pope chơi cho York City F.C năm 2014

Vào tháng 8 năm 2011, Pope đã gia nhập câu lạc bộ Isthmian League Premier Division Harrow Borough trong một hợp đồng cho mượn kéo dài đến ngày 17 tháng 9 năm 2011  Trong khoảng thời gian, Pope đã có 3 trận giữ sạch lưới và bắt được 2 quả phạt đền trong 19 lần ra sân. Pope sau đó được dự định tham gia câu lạc bộ Hội nghị Premier Kettering Town vào tháng 12 năm 2011, nhưng thỏa thuận không được hoàn tất do Kettering bị đặt dưới lệnh cấm chuyển nhượng. Do đó, anh đã gia nhập câu lạc bộ  Welling United chơi ở giải Nation League South vào ngày 21 tháng 12 năm 2011 với thời hạn 28 ngày dưới hình thức cho mượn. Vào ngày 7 tháng 3 năm 2013, anh tiếp tục được Cambridge United mượn trong vòng 1 tháng. Trong khi ở câu lạc bộ, anh được ra sân chín lần, và giữ sạch lưới 4 trận.
Vào ngày 26 tháng 9 năm 2013, Pope đã tham gia câu lạc bộ Aldershot Town với thời hạn cho mượn là một tháng. Sau đó ,anh gia nhập câu lạc bộ League Two York City vào ngày 21 tháng 11 năm 2013 trong một khoản vay một tháng, nhưng đã bị Charlton gọi quay trở lại chỉ sau hai trận. Vào ngày 16 tháng 1 năm 2014,Pope đã quay trở lại York với hình thức cho mượn trong phần còn lại của mùa giải 2013-14, giữ sạch lưới 16 trận sau 24 lần ra sân.
Vào ngày 6 tháng 1 năm 2015, Pope đã được Bury mượn trong phần còn lại của mùa giải 201415. Anh xuất hiện lần đầu trong trận hòa 1 nhà1 với Wycombe Wanderers vào ngày 17 tháng 1 năm 2015. Anh đã có 22 lần ra sân khi Bury giành được thăng hạng sau khi kết thúc ở vị trí thứ ba trong League Two.

### Burnley
Vào ngày 19 tháng 7 năm 2016, Pope đã gia nhập câu lạc bộ Premier League mới được thăng hạng Burnley theo hợp đồng ba năm với mức phí không được tiết lộ. Pope đã ra mắt Premier League vào ngày 10 tháng 9 năm 2017, thay thế Tom Heaton bị chấn thương ở hiệp 1 trong chiến thắng 1-0 trên sân nhà trước Crystal Palace. Anh ấy đã bắt đầu Premier League đầu tiên vào tuần sau, vào ngày 16 tháng 9 năm 2017, trong trận hòa 1-1 với Liverpool trên sân nhà. Vào ngày 9 tháng 10, anh đã ký một hợp đồng mới,ở lại Burnley cho đến tháng 6 năm 2020. Anh ấy đã bị trật khớp vai vào ngày 26 tháng 7 năm 2018 sau cú va chạm với Sam Cosgrove trong trận hòa 1-1 của giữa Burnley và Aberdeen tại lượt đi vòng hai UEFA Europa League.
Vào tháng 5 năm 2019, anh đã ký hợp đồng mới với Burnley, ban đầu hoạt động đến năm 2023.

## Sự nghiệp quốc tế
Pope đã được gọi lên đội tuyển quốc gia Anh lần đầu tiên vào ngày 15 tháng 3 năm 2018. Anh có tên trong đội hình 23 cầu thủ tham dự FIFA World Cup 2018. Pope đã ra mắt vào ngày 7 tháng 6 năm 2018 với tư cách là người thay thế ở phút thứ 65 khi Anh đánh bại Costa Rica với tỉ số 2-0 trong trận giao hữu trước giải đấu. Trận đấu quốc tế chính thức đầu tiên của anh là chiến thắng 4-0 trước Kosovo cho trận đấu cuối cùng tại Euro Qualifying vào ngày 17 tháng 11 năm 2019.

## Thống kê nghề nghiệp

### Câu lạc bộ
Tính đến ngày 2 tháng 8 năm 2021
| Câu lạc bộ              | Mùa giải            | Giải đấu                         | Giải đấu | Giải đấu | FA Cup | FA Cup | League Cup | League Cup | Khác | Khác | Tổng cộng | Tổng cộng |
| Câu lạc bộ              | Mùa giải            | Hạng                             | Trận     | Bàn      | Trận   | Bàn    | Trận       | Bàn        | Trận | Bàn  | Trận      | Bàn       |
| ----------------------- | ------------------- | -------------------------------- | -------- | -------- | ------ | ------ | ---------- | ---------- | ---- | ---- | --------- | --------- |
| Charlton Athletic       | 2011–12             | League One                       | 0        | 0        | 0      | 0      | —          | —          | —    | —    | 0         | 0         |
| Charlton Athletic       | 2012–13             | Championship                     | 1        | 0        | 0      | 0      | 0          | 0          | —    | —    | 1         | 0         |
| Charlton Athletic       | 2013–14             | Championship                     | 0        | 0        | 0      | 0      | 0          | 0          | —    | —    | 0         | 0         |
| Charlton Athletic       | 2014–15             | Championship                     | 8        | 0        | 0      | 0      | 1          | 0          | —    | —    | 9         | 0         |
| Charlton Athletic       | 2015–16             | Championship                     | 24       | 0        | 1      | 0      | 3          | 0          | —    | —    | 28        | 0         |
| Charlton Athletic       | Tổng cộng           | Tổng cộng                        | 33       | 0        | 1      | 0      | 4          | 0          | —    | —    | 38        | 0         |
| Harrow Borough (mượn)   | 2011–12             | Isthmian League Premier Division | 15       | 0        | 0      | 0      | —          | —          | 4    | 0    | 19        | 0         |
| Welling United (mượn)   | 2011–12             | Conference South                 | 4        | 0        | —      | —      | —          | —          | —    | —    | 4         | 0         |
| Cambridge United (mượn) | 2012–13             | Conference Premier               | 9        | 0        | —      | —      | —          | —          | —    | —    | 9         | 0         |
| Aldershot Town (mượn)   | 2013–14             | Conference Premier               | 5        | 0        | —      | —      | —          | —          | —    | —    | 5         | 0         |
| York City (mượn)        | 2013–14             | League Two                       | 22       | 0        | —      | —      | —          | —          | 2    | 0    | 24        | 0         |
| Bury (loan)             | 2014–15             | League Two                       | 22       | 0        | —      | —      | —          | —          | —    | —    | 22        | 0         |
| Burnley                 | 2016–17             | Premier League                   | 0        | 0        | 3      | 0      | 1          | 0          | —    | —    | 4         | 0         |
| Burnley                 | 2017–18             | Premier League                   | 35       | 0        | 1      | 0      | 2          | 0          | —    | —    | 38        | 0         |
| Burnley                 | 2018–19             | Premier League                   | 0        | 0        | 2      | 0      | 0          | 0          | 1    | 0    | 3         | 0         |
| Burnley                 | 2019–20             | Premier League                   | 38       | 0        | 0      | 0      | 0          | 0          | —    | —    | 38        | 0         |
| Burnley                 | 2020–21             | Premier League                   | 32       | 0        | 0      | 0      | 1          | 0          | —    | —    | 8         | 0         |
| Burnley                 | Tổng cộng           | Tổng cộng                        | 105      | 0        | 6      | 0      | 4          | 0          | 1    | 0    | 91        | 0         |
| Tổng cộng sự nghiệp     | Tổng cộng sự nghiệp | Tổng cộng sự nghiệp              | 215      | 0        | 7      | 0      | 8          | 0          | 7    | 0    | 212       | 0         |

### Quốc tế
Tính đến ngày 26 tháng 9 năm 2022
| Đội tuyển quốc gia | Năm       | Trận | Bàn |
| ------------------ | --------- | ---- | --- |
| Anh                | 2018      | 1    | 0   |
| Anh                | 2019      | 1    | 0   |
| Anh                | 2020      | 2    | 0   |
| 2022               | 6         | 0    |     |
| Tổng cộng          | Tổng cộng | 10   | 0   |